# Dretea
Dretea – wieś w Rumunii, w okręgu Kluż, w gminie Mănăstireni. W 2011 roku liczyła 96 mieszkańców.